# Виробник алмазів
«Виробник алмазів» (англ. The Diamond Maker) — оповідання Герберта Веллса, написане 1894 року і вперше опубліковане того ж року в Pall Mall Budget.

## Сюжет
Оповідач ввечері на вулиці зустрічає незнайомця, який заводить з ним розмову. Незнайомець поступово підводить розмову до того, що повідомляє оповідачеві про виготовлені ним штучним способом алмази. Він дістає з-за пазухи полотняний мішечок, а з нього великий алмаз, і пропонує оповідачеві купити цей алмаз у нього за сто фунтів, за дуже низькою ціною для алмазу. Оповідач сумнівається, він щось чув про спроби створити штучні алмази, але вони, наскільки чув раніше оповідач, не можуть навіть близько бути такого розміру і такої якості як алмаз незнайомця. Камінь незнайомця дійсно дуже схожий на алмаз, але оповідач продовжує сумніватися.
Незнайомець не здивований, що йому не повірили, і починає розповідь про себе. Все своє життя починаючи від 17 років (а на момент оповіді йому 32) він повністю присвятив завданню знайти спосіб виготовлення штучних алмазів і стати таким чином мільйонером. Він витрачав усі свої кошти на здійснення своєї ідеї, відмовляв собі у всьому, жив сам, спав на матраці на підлозі в лабораторії роками, думаючи про збагачення. Ставлячи вибухонебезпечні досліди він, поглинений ідеєю збагатитися на штучних алмазах, не думав про можливі наслідки для сусідів. Дійшло до того, що він страждав від голоду кілька днів, оскільки всі кошти йшли на досліди, і якийсь хлопець дав йому на вулиці шість пенсів, але замість їжі незнайомець купив вугілля, щоб знову розжарити горн для дослідів. Коли робота горна добігла кінця, в ньому несподівано виявилося три досить великих алмази та ще п'ять маленьких…
Але в той самий момент він дізнався, що на нього поскаржилися сусіди, мабуть, подумавши що він виготовляє бомбу, і його всюди вже шукає поліція як анархіста, який влаштував «фабрику бомб». Розкрити ж свій секрет про те, що він знайшов дешевий спосіб виготовлення алмазів, він не хоче, побоюючись, що через розголос він отримає менше прибутку, оскільки всі дізнаються, що алмази тепер «можна робити за ціною вугілля». Він змушений ховатися, носячи при собі алмази на кілька сот тисяч фунтів, і він ніде не може продати їх, усі ювеліри, побачивши його, починають викликати поліцію, і він знову йде, щоб поневірятися тепер по вулиці з теоретично величезним статком.
Оповідач не купує алмаз через певні побоювання і тому, що він не мав при собі ста фунтів. Але все-таки дає незнайомцеві візитку зі своєю адресою. Оповідачеві згодом повідомляють, що до нього приходив якийсь чоловік, худий, обірваний і з кашлем, за описом у значно гіршому стані, ніж був незнайомець при першій зустрічі.
Більше оповідач нічого про нього ніколи не чув. Оповідач міркує, що можливо незнайомець помер, а його алмази викинули, не дивлячись, як сміття. На цьому історія закінчується.

## Можливі передумови виникнення сюжету оповідання
Безліч заяв про виготовлення штучних алмазів зроблено між 1879 і 1928 роками (оповідання написано 1894 року). Більшість цих заяв ретельно проаналізовано, але жодна з них не підтвердилася.

## Примітка
1. ↑   Архівовано з джерела 28 жовтня 2021
2. ↑  Title: The Diamond Maker. www.isfdb.org. Архів оригіналу за 28 жовтня 2021. Процитовано 20 червня 2019.
3. ↑  Синтетические алмазы: Примечания. minerali.vsesekreti.net. Архів оригіналу за 20 червня 2019. Процитовано 20 червня 2019.